# Mistrzostwa Polski Seniorów w Lekkoatletyce 1968

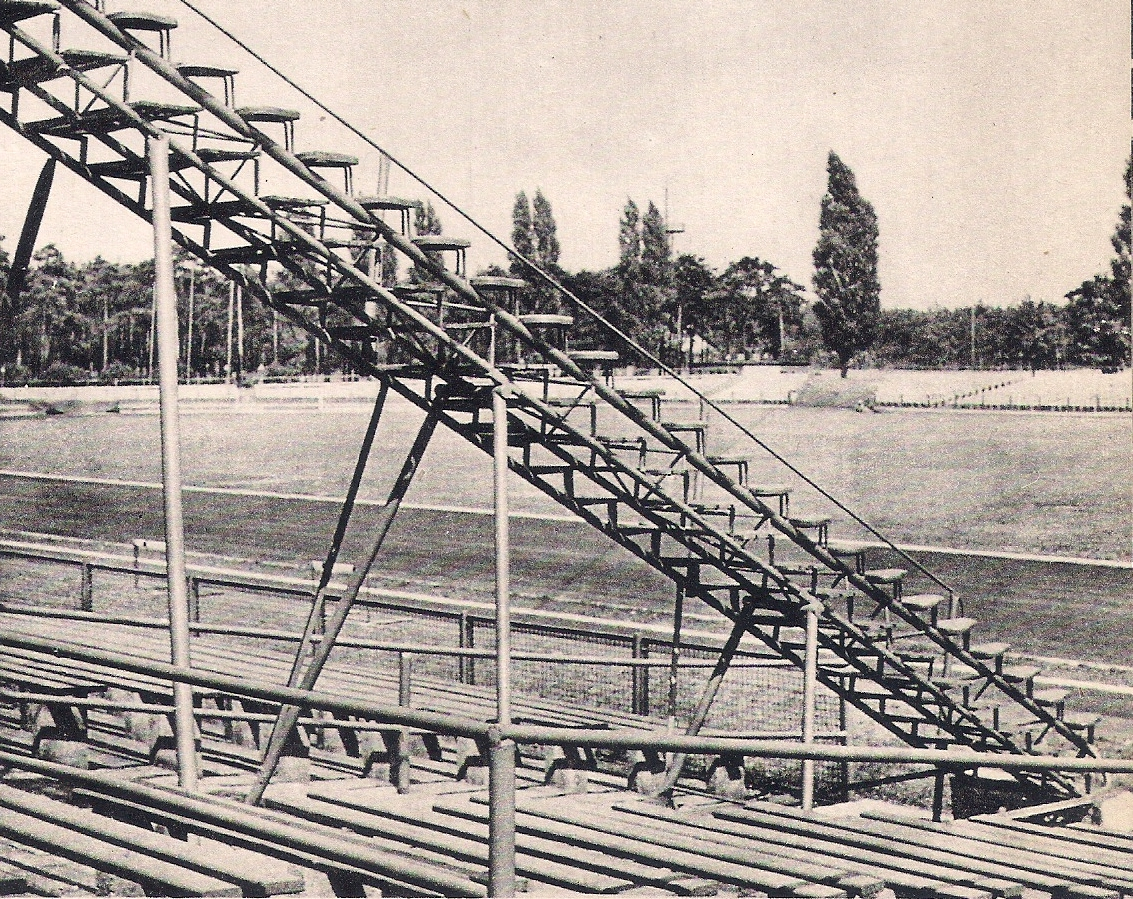
Stadion w Zielonej Górze w latach 60./70. XX wieku

44. Mistrzostwa Polski Seniorów w Lekkoatletyce – zawody, które rozgrywane były w Zielonej Górze na stadionie MOSiR-u między 12 a 15 września 1968. Po raz pierwszy rozegrano wówczas mistrzostwa Polski w biegu na 1500 metrów i biegu na 100 metrów przez płotki kobiet, a po raz ostatni w biegu na 80 metrów przez płotki.

## Rezultaty
| NR – rekord Polski \| SB – najlepszy wynik w sezonie \| PB – rekord życiowy |

### Mężczyźni
| Konkurencja:                  | 1. miejsce                                                                                 | Rezultat     | 2. miejsce                                                                               | Rezultat  | 3. miejsce                                                                            | Rezultat  |
| Bieg na 100 m                 | Marian Dudziak Olimpia Poznań                                                              | 10,3         | Tadeusz Jaworski Energetyk Poznań                                                        | 10,3      | Ernest Hałas Naprzód Rydułtowy                                                        | 10,4      |
| Bieg na 200 m                 | Edward Romanowski Legia Warszawa                                                           | 21,1         | Ernest Hałas Naprzód Rydułtowy                                                           | 21,6      | Gerard Gramse AZS Poznań                                                              | 21,7      |
| Bieg na 400 m                 | Jan Werner MKS-AZS Warszawa                                                                | 46,2         | Andrzej Badeński Legia Warszawa                                                          | 46,2      | Stanisław Grędziński Górnik Wałbrzych                                                 | 46,9      |
| Bieg na 800 m                 | Jerzy Sawicki Zawisza Bydgoszcz                                                            | 1:50,7       | Eryk Żelazny Zawisza Bydgoszcz                                                           | 1:50,7    | Andrzej Janowicz Gwardia Warszawa                                                     | 1:50,8    |
| Bieg na 1500 m                | Henryk Szordykowski Wawel Kraków                                                           | 3:44,0       | Jerzy Maluśki Legia Warszawa                                                             | 3:44,5    | Eryk Żelazny Zawisza Bydgoszcz                                                        | 3:45,8    |
| Bieg na 5000 m                | Witold Baran Zawisza Bydgoszcz                                                             | 14:11,4      | Henryk Piotrowski Legia Warszawa                                                         | 14:12,8   | Lech Boguszewicz Spójnia Gdańsk                                                       | 14:14,6   |
| Bieg na 10 000 m              | Edward Stawiarz Wawel Kraków                                                               | 29:23,2      | Czesław Wajda Lechia Gdańsk                                                              | 29:24,4   | Henryk Piotrowski Legia Warszawa                                                      | 29:32,2   |
| Maraton                       | Zdzisław Bogusz Warszawianka                                                               | 2:19:46,4 NR | Tadeusz Kręt Gwardia Olsztyn                                                             | 2:27:59,8 | Henryk Połeć Górnik Wałbrzych                                                         | 2:31:33,8 |
| Bieg na 110 m przez płotki    | Adam Kołodziejczyk Cracovia                                                                | 14,1         | Leszek Wodzyński Legia Warszawa                                                          | 14,1      | Marek Jóźwik Gwardia Olsztyn                                                          | 14,3      |
| Bieg na 400 m przez płotki    | Wilhelm Weistand Górnik Zabrze                                                             | 50,4 NR      | Stanisław Gubiec Górnik Zabrze                                                           | 51,0      | Witold Banaszak Energetyk Poznań                                                      | 51,3      |
| Bieg na 3000 m z przeszkodami | Stanisław Śmitkowski Oleśniczanka                                                          | 8:42,2       | Edward Szklarczyk Zawisza Bydgoszcz                                                      | 8:47,4    | Franciszek Osadnik Górnik Zabrze                                                      | 8:49,0    |
| Sztafeta 4 × 100 m            | Legia Warszawa Marek Hronik Edward Romanowski Marek Cieciera Zenon Nowosz                  | 41,0         | Olimpia Poznań Józef Michalak Włodzimierz Kaźmierczak Krzysztof Iwanowicz Marian Dudziak | 42,0      | AZS Łódź Piotr Kulczycki Jerzy Czerbniak Ryszard Oliński Stanisław Wagner             | 42,2      |
| Sztafeta 4 × 400 m            | Zawisza Bydgoszcz Mirosław Jankowski Stanisław Waśkiewicz Waldemar Korycki Edmund Borowski | 3:11,9       | Górnik Zabrze Wilhelm Kerner Krystian Witowski Stanisław Gubiec Wilhelm Weistand         | 3:13,4    | Górnik Wałbrzych Jan Jakubaszek Stanisław Rychter Zdzisław Zając Stanisław Grędziński | 3:14,5    |
| Chód na 20 km                 | Edmund Paziewski Konradia Gdańsk                                                           | 1:27:26,0    | Eugeniusz Rogowski Konradia Gdańsk                                                       | 1:28:47,0 | Eugeniusz Ornoch Flota Gdynia                                                         | 1:30:13,0 |
| Skok wzwyż                    | Janusz Białogrodzki Polonia Warszawa                                                       | 2,06         | Wojciech Żurawik Spójnia Gdańsk                                                          | 2,00      | Edward Czernik Lumel Zielona Góra                                                     | 1,95      |
| Skok o tyczce                 | Leszek Butscher Legia Warszawa                                                             | 4,80         | Włodzimierz Sokołowski Legia Warszawa Waldemar Węcek Śląsk Wrocław                       | 4,80      |                                                                                       |           |
| Skok w dal                    | Andrzej Stalmach Górnik Zabrze                                                             | 7,65         | Stanisław Szudrowicz Warta Poznań                                                        | 7,57      | Stanisław Cabaj MKS-AZS Warszawa                                                      | 7,46      |
| Trójskok                      | Andrzej Puławski Gwardia Warszawa                                                          | 16,06        | Jan Jaskólski Zawisza Bydgoszcz                                                          | 16,04     | Adam Adamek Górnik Wałbrzych                                                          | 15,60     |
| Pchnięcie kulą                | Władysław Komar Gwardia Warszawa                                                           | 18,95        | Tadeusz Sadza Zawisza Bydgoszcz                                                          | 17,63     | Leszek Gajdziński Górnik Zabrze                                                       | 16,92     |
| Rzut dyskiem                  | Edmund Piątkowski Legia Warszawa                                                           | 58,46        | Zenon Begier Zawisza Bydgoszcz                                                           | 58,16     | Stanisław Skowroński Legia Warszawa                                                   | 55,40     |
| Rzut młotem                   | Zbigniew Pałyszko Legia Warszawa                                                           | 63,00        | Rajmund Niwiński Górnik Wałbrzych                                                        | 62,48     | Olgierd Ciepły Zawisza Bydgoszcz                                                      | 62,34     |
| Rzut oszczepem                | Władysław Nikiciuk Gwardia Warszawa                                                        | 85,72        | Józef Głogowski MKS-AZS Warszawa                                                         | 77,80     | Arkadiusz Lechowicz AZS Poznań                                                        | 74,34     |
| Dziesięciobój                 | Jerzy Detko Wybrzeże Gdańsk                                                                | 7051 pkt.    | Tadeusz Grzegorzewski Legia Warszawa                                                     | 6889 pkt. | Ryszard Katus Gwardia Warszawa                                                        | 6841 pkt. |

### Kobiety
| Konkurencja:               | 1. miejsce                                                                        | Rezultat  | 2. miejsce                                                               | Rezultat  | 3. miejsce                                                                              | Rezultat  |
| Bieg na 100 m              | Irena Szewińska Polonia Warszawa                                                  | 11,4      | Urszula Jóźwik Gwardia Olsztyn                                           | 11,8      | Danuta Straszyńska AZS Kraków                                                           | 11,8      |
| Bieg na 200 m              | Irena Szewińska Polonia Warszawa                                                  | 23,3      | Urszula Jóźwik Gwardia Olsztyn                                           | 24,2      | Danuta Panasiuk Start Lublin                                                            | 24,6      |
| Bieg na 400 m              | Czesława Nowak ŁKS Łódź                                                           | 54,8 =NR  | Zdzisława Robaszewska Gwardia Olsztyn                                    | 55,7      | Jadwiga Anyszkiewicz Piast Gliwice                                                      | 55,8      |
| Bieg na 800 m              | Zofia Kołakowska Spójnia Warszawa                                                 | 2:08,0    | Halina Domańska Wybrzeże Gdańsk                                          | 2:09,7    | Wanda Witter Lumel Zielona Góra                                                         | 2:09,7    |
| Bieg na 1500 m             | Zofia Kołakowska Spójnia Warszawa                                                 | 4:34,4 NR | Elżbieta Skowrońska Spójnia Warszawa                                     | 4:46,0    | Jadwiga Kalinowska Spójnia Warszawa                                                     | 4:46,0    |
| Bieg na 80 m przez płotki  | Teresa Sukniewicz Legia Warszawa                                                  | 10,7      | Elżbieta Żebrowska Warszawianka                                          | 10,7      | Danuta Straszyńska AZS Kraków                                                           | 10,8      |
| Bieg na 100 m przez płotki | Bożena Kania AZS Poznań                                                           | 14,1 NR   | Ewa Murawska Polonia Warszawa                                            | 14,5      | Halina Krzyżańska LZS Mazowsze                                                          | 14,7      |
| Sztafeta 4 × 100 m         | Legia Warszawa Aniela Szubert Barbara Blankiewicz Teresa Sukniewicz Jadwiga Dudek | 46,9      | ŁKS Łódź Władysława Kukwa Ewa Balcerzyk Ewa Śmiechura Leokadia Świderska | 47,7      | Skra Warszawa Barbara Kaźmierczak Ryszarda Warzocha Krystyna Modrzewska Elżbieta Łabęda | 48,0      |
| Skok wzwyż                 | Danuta Berezowska AZS Kraków                                                      | 1,72      | Danuta Konowska Lumel Zielona Góra                                       | 1,69      | Maria Zielińska Wawel Kraków                                                            | 1,66      |
| Skok w dal                 | Mirosława Sarna Budowlani Kielce                                                  | 6,20      | Ryszarda Warzocha Skra Warszawa                                          | 5,95      | Lucyna Koczwara Wybrzeże Gdańsk                                                         | 5,87      |
| Pchnięcie kulą             | Elżbieta Michalczak Polonia Warszawa                                              | 14,54     | Ludwika Dobrowolska Gwardia Olsztyn                                      | 14,43     | Irena Morawiec Start Katowice                                                           | 14,06     |
| Rzut dyskiem               | Jadwiga Wojtczak Gwardia Warszawa                                                 | 45,26     | Bolesława Hodt Gwardia Olsztyn                                           | 44,98     | Kazimiera Rykowska Gwardia Warszawa                                                     | 44,90     |
| Rzut oszczepem             | Daniela Jaworska AZS Poznań                                                       | 55,06     | Lucyna Krawcewicz ŁKS Łódź                                               | 53,04     | Barbara Kalisiak AZS Poznań                                                             | 49,44     |
| Pięciobój                  | Bożena Kania AZS Poznań                                                           | 4322 pkt. | Irena Filusz Piast Gliwice                                               | 4143 pkt. | Halina Pacholczak Polonia Warszawa                                                      | 4125 pkt. |

## Biegi przełajowe
40. mistrzostwa Polski w biegach przełajowych rozegrano 21 kwietnia w Ostrzeszowie. Kobiety rywalizowały na dystansie 1,8 kilometra, a mężczyźni na 3 km, na 6 km i na 12 km.

### Mężczyźni
| Konkurencja:            | 1. miejsce                       | Rezultat | 2. miejsce                   | Rezultat | 3. miejsce                    | Rezultat |
| Bieg przełajowy (3 km)  | Stanisław Podzoba Cracovia       | 8:53,0   | Jerzy Maluśki Legia Warszawa | 8:53,2   | Kazimierz Maranda ŁKS Łódź    | 8:58,2   |
| Bieg przełajowy (6 km)  | Henryk Piotrowski Legia Warszawa | 18:31,8  | Wolfgang Luers Lechia Gdańsk | 18:53,2  | Roland Brehmer Start Katowice | 18:58,2  |
| Bieg przełajowy (12 km) | Henryk Szutko Calisia Kalisz     | 38:55,4  | Zdzisław Bogusz Warszawianka | 39:13,2  | Czesław Wajda Spójnia Gdańsk  | 40:32,4  |

### Kobiety
| Konkurencja:             | 1. miejsce                         | Rezultat | 2. miejsce                        | Rezultat | 3. miejsce                           | Rezultat |
| Bieg przełajowy (1,8 km) | Danuta Wierzbowska Gwardia Olsztyn | 5:26,6   | Zofia Kołakowska Spójnia Warszawa | 5:27,2   | Elżbieta Skowrońska Spójnia Warszawa | 5:28,0   |